# Асам-педас
Аса́м-педа́с (индон. и малайск. asam pedas, буквально — «кисло-острое»), также аса́м-паде́х (мин. asam padeh, то же значение) — блюдо падангской кухни, получившее также значительное распространение в ряде других региональных кухонь Индонезии и в национальной кухне Малайзии. Представляет собой рыбу или, реже, морепродукты, тушёные — иногда с добавлением овощей — в соусе с различными специями, в числе которых непременно присутствуют мякоть тамаринда и перец чили.
Имеет множество вариаций — как в плане видов рыбы и морепродуктов, так и в плане набора специй и пряностей. Пользуется популярностью как в домашней, так и в ресторанной кухне.

## Происхождение и распространение

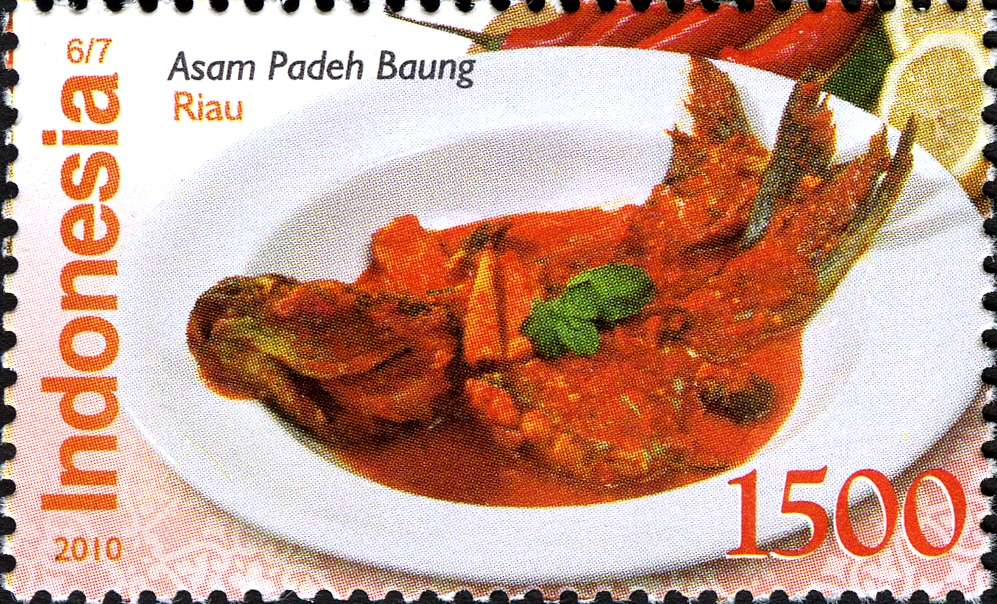
Индонезийская почтовая марка с изображением асам-педаса, посвящённая провинции Риау

Тушение в соусах с большим количеством специй и пряностей издавна является одним из основных способов обработки продуктов в падангской, как и во многих других региональных кухнях Индонезии: оно позволяет не только совершенствовать вкусовые качества еды, но и обеспечивает её достаточно длительную сохранность в условиях жаркого и влажного экваториального климата. К числу традиционных падангских специалитетов, приготовляемых таким образом, относится и асам-педас. При этом важным отличием данного блюда от большинства других тушёных падангских яств — в частности, многочисленных гулаев и рендангов — является то, что жидкой основой соуса для его приготовления служит не кокосовое молоко. Кроме того, если ренданги и гулаи готовятся из самых разнообразных продуктов как животного, так и растительного происхождения, то сырьём для абсолютного большинства видов асам-педаса служит рыба.

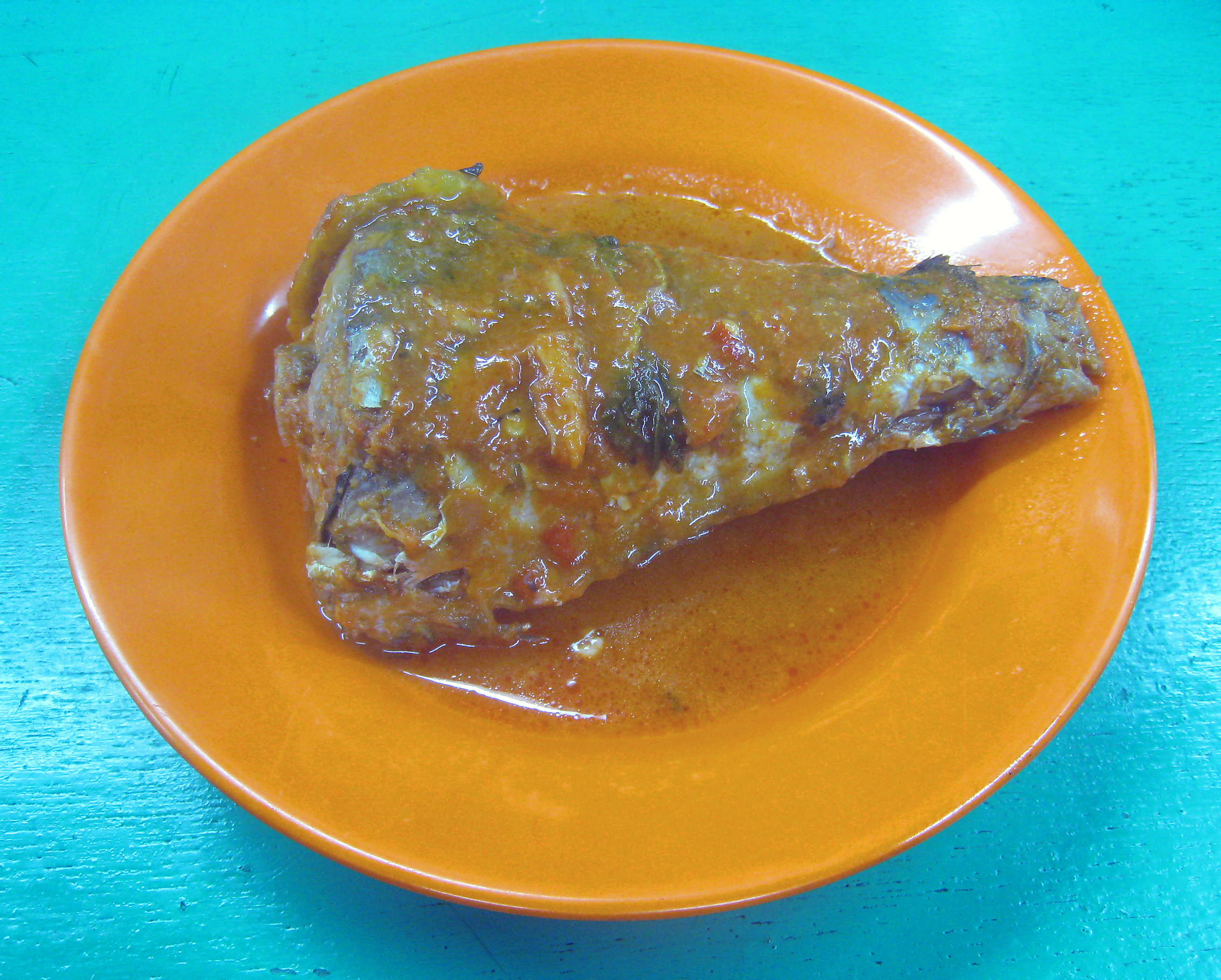
Асам-педас по-падангски

Собственно, в падангской кухне это блюдо фигурирует под своим оригинальным названием — аса́м-паде́х (мин. asam padeh), которое на языке минангкабау означает кисло-острое. Такое название в полной мере отражает вкусовые качества блюда, достигаемые за счёт определённого набора специй. Со временем, в результате масштабных миграций минангкабау за пределы исторического ареала их проживания на Западной Суматре и некоторых сопредельных территориях, а также благодаря традиционной активности представителей этого народа в сфере общественного питания, это кушанье приобрело немалую популярность у соседних народов. Первыми асам-падех переняли ачехцы, а также малайцы — как те, что исторически проживают на Суматре, так и обитатели Малайского полуострова. Со временем в среде этих народов данное кулинарное заимствование прижилось настолько, что стало рассматриваться как собственное национальное блюдо и даже как собственный «кулинарный символ». Так, асам-педас изображён на индонезийских почтовых марках, посвящённых провинциям Риау и Острова Риау, населённых преимущественно малайцами. В дальнейшем «география» этого блюда расширилась на Калимантан и некоторые другие территории Малайского архипелага. При этом за пределами своей исторической родины оно стало известно не под оригинальным минангкабауским, а под малайско-индонезийским названием, впрочем, достаточно сходным — асам-педас (малайск. и индон. asam pedas), которое имеет точно то же буквальное значение.

## Приготовление и разновидности
Основным продуктом для приготовления асам-педас обычно служат разнообразные виды рыбы — как морской, так и речной. Иногда в ход идут морепродукты — кальмары или каракатицы. Отдельные виды асам-педаса готовят из мяса — обычно из обрези — или из грибов, однако сколь-либо широкого распространения такие рецепты не получили. Изначально асам-педас был однокомпонентным блюдом, однако со временем к рыбе или морепродуктам стали нередко добавлять овощи — обычно окру, баклажаны, вигну, картофель или помидоры. Овощные ингредиенты иногда берутся в примерно равном, но, чаще, в значительно меньшем объёме в сравнении с объёмом основного продукта.
Рыбу или морепродукты для асам-педаса нарезают крупными кусками, солят и обычно недолго маринуют в соке лайма либо, реже, в уксусе. Если в блюде дополнительно используются овощи, их нарезают на куски в зависимости от размера: окра и вигна используются целиком. Для приготовления соуса в растительном масле обжаривают измельчённые специи и пряности. В их число непременно входят мякоть тамаринда, плоды гарцинии красильной и большое количество сушёного перца чили: первые две из этих специй придают кушанью кислый вкус, последняя — остроту. Мякоть тамаринда для смешения с другими приправами предварительно разбалтывают в воде, а в современных условиях вместо свежих плодов нередко используется тамариндовая паста промышленного изготовления. Кроме того, в набор специй почти всегда входят лук-шалот, чеснок, имбирь, калганный корень. Часто в ход идут лумбанг и куркума, иногда — креветочная паста и мякоть томата или томатный соус. После нескольких минут прожарки на дне сковороды или кастрюли образуется маслянистая однородная кашица тёмно-красного или красно-оранжевого цвета. Обычно в неё непосредственно перед закладкой продуктов и началом тушения добавляются дополнительные травянистые специи, уже не измельчённые. В падангской кухне это, прежде всего, листья туласи, лайма и сизигиума многоцветкового, а также стебли цимбопогона.

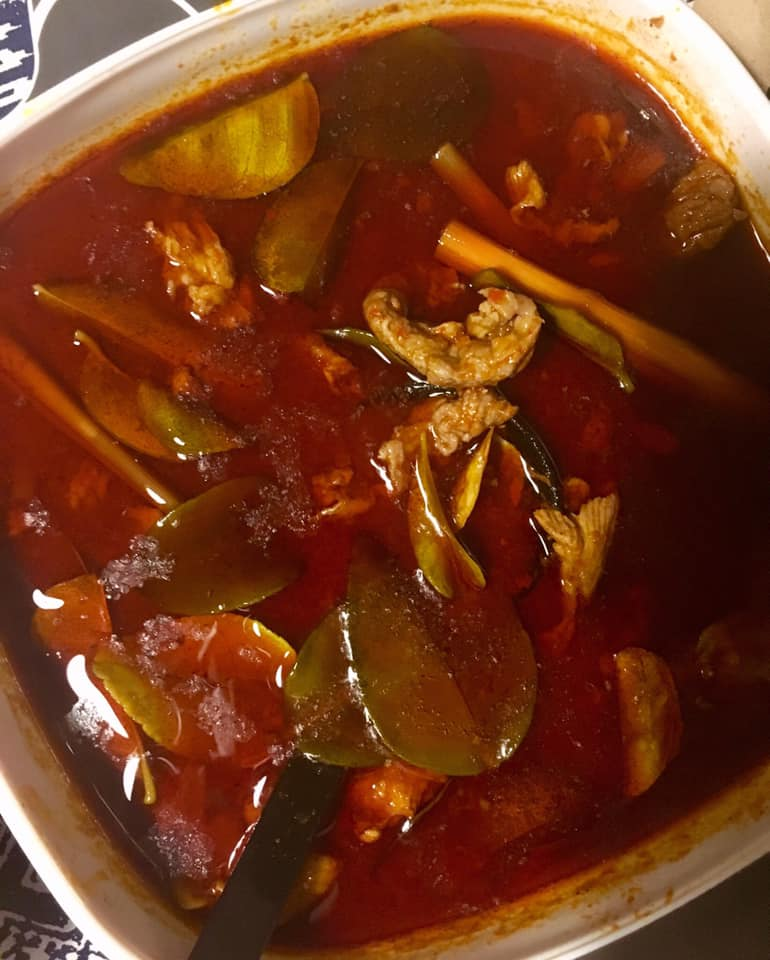
Асам-педас из мясной обрези с овощами — редкий «не рыбный» вариант этого блюда

Порезанные продукты закладываются в образовавшуюся кашицу, после чего в неё добавляется довольно много воды и начинается процесс тушения. Он продолжается до тех пор, пока большая часть соуса не выкипит. Готовый асам-педас представляет собой подобие рагу или стью: в небольшом объёме соуса, имеющего обычно тот или иной оттенок красного цвета, лежат куски продукта, пропитанные этим соусом и покрытые его загустевшими остатками.
Асам-педас имеет довольно много разновидностей. Различие заключается, прежде всего, в видах используемой рыбы и морепродуктов. У минангкабау для этого блюда из морских видов рыбы чаще всего в ход идут малый восточный тунец, луциан и южноазиатская тропическая скумбрия, из пресноводных — настоящий гурами, различные пангасии и полосатый змееголов. В Риау чаще используется последний, а также мистус и местный эндемик Kryptopterus lais. В Ачехе — малый восточный тунец и луциан. В Малайзии, помимо большинства перечисленных видов, в асам-педас часто идёт японский нитепёр и некоторые виды скатов.
В современной падангской кухне асам-педас всё чаще готовят с добавлением овощей — особенно вигны и картофеля, тогда как в Аче, например, овощи в это блюдо кладут крайне редко. Кроме того, различными могут быть ароматические и цветовые оттенки соуса — в зависимости от используемого набора специй и пряностей. Так, для падангских и малайских версий кушанья характерен весьма насыщенный красно-оранжевый цвет, который обеспечивают красный перец и плоды гарцинии красильной. Ачехцы же обычно используют зеленый острый перец, в результате чего у них соус асам-педаса имеет значительно более светлый цвет. В Риау и Палембанге соус этого блюда по составу схож с падангским, однако имеет заметно более жидкую консистенцию и его, как правило, намного больше — в результате асам-педас там похож скорее не на рагу, а на густой суп.

## Подача и употребление
Асам-педас является основным блюдом, которое принято есть как в горячем, так и в остывшем виде. В падангской кухне, в отличие от большинства других кушаний, его не принято подавать с варёным рисом: гарниром к рыбе или морепродуктам служат те овощи, которые тушились вместе с ними. Однако у ачехцев, малайцев и других народов это кушанье весьма часто сопровождает горка варёного риса.
Асам-педас в равной мере популярен в домашней и ресторанной кухне. Его часто подают в харчевнях падангской кухни, которые не только повсеместно функционируют в местностях расселения минангкабау на Суматре, но и достаточно широко представлены по всей Индонезии — особенно в крупных городах. При этом асам-педас нередко присутствует в составе наси-капау — традиционном ресторанном комплексном обеде падангской кухни, в который входят преимущественно блюда в соусах.